# 817.
◄ | 8. stoljeće | 9. stoljeće | 10. stoljeće | ►
◄ | 780-ih | 790-ih | 800-ih | 810-ih | 820-ih | 830-ih | 840-ih | ►
◄◄ | ◄ | 814. | 815. | 816. | 817. | 818. | 819. | 820. | ► | ►►
Astronomija • Književnost • Kršćanstvo • Pravo • Promet

## Događaji
- 25. siječnja – Paskal I. nasljeđuje Stjepana IV. kao 98. papa.
- 31. srpnja – Ordinatio imperii: Franački kralj Ludvig I. Pobožni dijeli svoje carstvo među sinovima: Ludvig Njemački postaje kralj istočnog dijela države, Lotar postaje ko-car, Pipin Akvitanije.

## Rođenja
- Pipin, grof Vermandoisa (približni datum)

## Smrti
- 24. siječnja – Stjepan IV., papa

## Vanjske poveznice
|  | Zajednički poslužitelj ima još gradiva o temi 817. |